# 赵天野
赵天野（1913年—1994年），男，满族，奉天凤凰（今辽宁凤城）人，中华人民共和国政治人物，曾任中共吉林省委常委、秘书长，吉林省人大常委会副主任。